# Euroflag
Euroflag fue una colaboración entre compañías aeroespaciales europeas para el desarrollo del A400M. Actualmente este desarrollo lo gestiona Airbus Military.
El proyecto empieza como grupo FIMA (Future International Military Airlifter - Futuro Avión de Transporte Militar Internacional) en 1982, con la participación de Aérospatiale, British Aerospace, Lockheed y MBB, para el desarrollo del sustituto del C-130 Hércules y el Transall C-160. Los cambios de requerimientos y las complicaciones de política internacional ocasionaron un desarrollo muy lento. En 1989 Lockheed abandonó el grupo para desarrollar la segunda generación del Hércules (C-130J).
Con la incorporación de Alenia y CASA el grupo FIMA se convirtió en Euroflag (European future large aircraft group).
- Datos: Q3566658